# Sacheen Littlefeather
Sacheen Littlefeather nacida Marie Louise Cruz (Salinas, California, 14 de noviembre de 1946 – Novato, California, 2 de octubre de 2022)fue una activista de los derechos civiles de los pueblos indígenas estadounidenses, y actriz. Fue conocida por haber dado un discurso representando al actor Marlon Brando, en la ceremonia de entrega de los premios Óscar el 27 de marzo de 1973, en protesta por el trato dado a los pueblos nativos de los Estados Unidos en la industria del cine. Utilizó un vestido típico apache en esa ocasión.
Nació en Salinas, California. En su sitio web, alegaba ser en parte descendiente de los apache, yaqui y pueblo por el lado paterno, y de franceses, alemanes y neerlandeses por el lado materno. En su sitio web oficial, relataba que "Cruz" es el nombre tribal con el que fue reconocido su padre.
Según sus hermanas, "Littlefeather" no tenía sangre indígena estadounidense alguna, ya que su padre nació en Oxnard, California, de padres cuya familia provenía del México de antes de 1880.  Documentos remontándose a 1850 ubican a la familia en el valle de México.  Investigaciones sobre los ancestros de Cruz en EUUU no encontraron documentación alguna que le enlazase con ninguna tribu estadounidense; todos sus parientes aparecen en documentos legales como "blancos", "caucásicos," o "mexicanos", al igual que todas sus parejas; ningún pariente jamás se identificó como indio estadounidense.  Autoridades apaches indicaron que ni Cruz ni parientes suyos, vivos ni muertos, aparecen en los archivos de la tribu.  Ya en 2004, Roger Ebert había disputado que Cruz fuese india.

## Activismo
Como miembro del grupo Indians of All Tribes, participó de la ocupación de la isla de Alcatraz realizada por 89 activistas en 1969; empero, investigadores periodísticos creen que nunca estuvo allí.  De hecho, la activista LaNada War Jack, quien participó de la ocupación durante todos sus 18 meses, nunca supo de "Littlefeather" allí.

## Controversia en los premios Óscar y muerte
Marlon Brando se involucró con el Movimiento Amerindio (AIM) al comienzo de los años 1970. En 1973 decidió hacer una declaración sobre el asedio ocurrido en Wounded Knee y contactó a la AIM buscando una persona que recibiera el Óscar en su lugar. Dennis Banks y Russell Means eligieron a Sacheen Littlefeather.
Representó a Brando en su boicot a la entrega del premio obtenido por su representación de Don Vito Corleone en El Padrino (1972), como forma de protesta por el asedio en Wounded Knee y por la forma de representación en Hollywood y en la televisión de los nativos americanos. Brando escribió un discurso de 15 páginas para que Littlefeather leyera en la ceremonia, pero fue rechazado por el productor de la ceremonia, quien la amenazó con hacerla arrestar si hablaba más de sesenta segundos. Su breve discurso en el escenario fue totalmente improvisado. Luego, fuera del escenario, leyó el discurso entero para la prensa.
Este incidente provocó que la Academia de Artes y Ciencias Cinematográficas estableciera reglas para el procedimiento de aceptación de los premios.
El 15 de agosto de 2022 la Academia anunciaba en su página de internet que celebraría una gala con el objetivo de ofrecer disculpas a Littlefeather por el trato que recibió el 17 de septiembre de 1973.
Según informaban en Hollywood Reporter, «Littlefeather murió al mediodía del domingo en su casa en la ciudad del norte de California, Novato, rodeada de sus seres queridos, según un comunicado enviado por su cuidador.»

## Filmografía
- Reel Injun (2009)
- Shoot the Sun Down (1981)
- Winterhawk (1975)
- Johnny Firecloud (1975)
- Freebie and the Bean (1974) (sin acreditar)
- The Trial of Billy Jack (1974)
- The Laughing Policeman (1973) (sin acreditar)
- Il consigliori (1973)